# Хаггинс, Джон Годфри, 2-й виконт Малверн
Джон Годфри Хаггинс, 2-й виконт Малверн из Родезии и Бексли (англ. John Godfrey Huggins, 2nd Viscount Malvern of Rhodesia and of Bexley; 26 октября 1922 — 28 августа 1978) — британский пэр и офицер. Член Палаты лордов с 1971 по 1978 год.

## Биография
Родился 26 октября 1922 года. Старший сын Годфри Хаггинса (1883—1971), английского врача, работавшего в Южной Родезии, впоследствии премьер-министра Южной Родезии и первого виконта Малверна, и его жены Бланш Элизабет Слэттер (1887—1976). Он прибыл в Англию в сентябре 1938 года на корабле RMS Windsor Castle из Дурбана, Южная Африка , и получил образование в Винчестерском колледже.
В 1940 году Джон Хаггинс вступил в Королевские военно-воздушные силы и в 1944 году получил звание лейтенанта авиации. Он вышел в отставку в 1945 году, но ненадолго вернулся в Военно-воздушные силы в 1952 году.
Он унаследовал титул пэра своего отца 8 мая 1971 года.

## Личная жизнь
1 января 1949 года Хаггинс женился на Патриции Марджори Бауэр, дочери Фрэнка Ренвика Бауэра. У супругов было трое детей:
- Майкл Пол Джон Хаггинс (род. 13 октября 1946)
- Эшли Кевин Годфри Хаггинс, 3-й виконт Малверн (род. 26 октября 1949)
- Достопочтенная Хаоли Элизабет Джейн Хаггинс (род. 20 марта 1953)[1].

Виконт Малверн скончался 28 августа 1978 года в возрасте 55 лет.